# Chlorizeina
Chlorizeina je rod skakavaca u potporodici Pyrgomorphinae. Sve poznate vrste ovog roda žive u jugoistočnoj Aziji.

## Vrste
Chlorizeina togulata Rehn, 1951
Chlorizeina feae Kevan, 1969
Chlorizeina unicolor Brunner von Wattenwyl, 1893
Chlorizeina yunnana Mao & Li, 2015

## Literatura
- Mao, B.Y. & Li, M. 2015: Two new species of grasshopper from China (Orthoptera: Pyrgomorphidae). Zoological systematics, 40(1), pages 63–69, . doi:10.11865/zs.20150106. Недостаје или је празан параметар |title= (помоћ)

## Spoljašnje veze
- Chlorizeina at orthoptera.speciesfile.org